# Kunststyrelsen
Indtil 1.1.2012[kilde mangler] var Kunststyrelsen en styrelse under Kulturministeriet. Styrelsens arbejde blev videreført i Kulturstyrelsen, der senere fusioneret til Slots- og Kulturstyrelsen.
Styrelsen blev oprettet i 2003 og fungerede som sekretariat for Statens Kunstfond og Kunstrådet og disses udvalg og repræsentantskaber, ligesom den forvaltede de tilskud, som kunstfonden og rådet uddelte. Endelig varetog Kunststyrelsen den internationale kulturudveksling inden for billedkunst, litteratur, musik og teater samt præsentation af Danmark som kulturnation.[kilde mangler]
Kulturstyrelsen blev dannet i 2003 ved en fusion af bl.a. Kulturministeriets Kunstsekretariat, Internationalt Kultursekretariat og Sekretariatet for Statens Kunstfond samt de selvejende institutioner Center for Dansk Billedkunst, Dansk Litteraturcenter og Dansk Musik Informations Center.[kilde mangler]
I alt administrerede styrelsen kunsttilskud for ca. 1,2 mia. kr. årligt, mens styrelsens eget budget var på 60 mio. kr. Styrelsens direktør var Poul Bache.[kilde mangler]